# 天主教卡缅涅茨-波多利斯基教区
天主教卡緬涅茨-波多利斯基教區（拉丁語：Dioecesis Camenecensis Latinorum）是羅馬天主教在烏克蘭的一個教區，屬利沃夫總教區。
教區範圍包括文尼察州和赫梅利尼茨基州，教座位於卡緬涅茨-波多利斯基。2006年有教友255,000人，佔轄區總人口8.3%。教區下轄207個堂區，有157名司鐸。現任主教為馬克西米連·杜布拉夫斯基。
成立於1373年。1798年恢復，1815年被併入盧茨克暨日托米爾教區。1866年6月3日被撤銷。1918年9月22日恢復。1926年起由於蘇聯實行無神論，教區主教之位懸空至1991年。